# Salomon King
Salomon King (født 22. marts 1983) er en ghanesisk-dansk professionel fodboldspiller, hvis primære position på banen er i forsvaret som højre back.

## Spillerkarriere
King spillede i ungdommen for Østerbro-klubben B.93. Som ung senior skiftede han efterfølgende til Farum Boldklub, hvor han imidlertid fortrinsvist optrådte på klubbens reservehold i Kvalifikationsrækken. I juli 2002 skiftede King til 1. divisionsklubben Hellerup IK, hvor han var med på holdet, der rykkede ned i 2. division i hans første sæson i klubben, men i den efterfølgende 2003/04-sæson vandt 2. division. I starten af januar 2006 valgte King at vende tilbage til Østerbro Stadion og lave en aftale med 1. divisionsklubben Boldklubben Skjold, hvor han i halvandet år blev noteret for kampe i henholdsvis 1. division og 2. division.
Den defensive fodboldspiller underskrev en etårig spillerkontrakt med 2. divisionsklubben Fremad Amager i sommerpausen 2007. King debuterede på klubbens førstehold i forbindelse med en 2. divisionskamp den 5. august 2007 på udebane i Sundby Idrætspark mod lokalrivalerne B 1908.

## Titler/hæder

### Klub
- Hellerup IK:
  - Vinder af 2. division 2003/04